# Drentse en Asser Courant
De Drentse en Asser Courant was een dagblad dat verscheen in de provincie Drenthe tussen 1966 en 1992.
Vanaf 1 april 1823 verscheen de voorloper van de Drentse en Asser Courant als Nieuws- en Advertentienblad voor de provincie Drenthe, dat al snel werd herdoopt in Provinciale Drentsche en Asser Courant. In 1966 vond een fusie plaats met de Emmer Courant en ontstond de Drents-Groningse Pers (DGP). Op dat moment werd ook begonnen met het kopblad Hoogeveens Dagblad.
In 1975 nam Wegener de Drents-Groningse Pers over en in 1979 werd ook de Winschoter Courant toegevoegd aan deze groep. Onder Wegener bleven de Drentse en Asser Courant en de Emmer Courant onafhankelijk van elkaar verschijnen. In 1992 fuseerden de Drentse en Asser Courant en de Emmer Courant tot de Drentse Courant. Samen met de combinatie Groninger Dagblad was er een hoofdredactie in Assen.
In 1995 werden de kranten gekocht door uitgeverij Hazewinkel Pers uit Groningen. In 2002 verscheen de laatste Drentse Courant. Deze ging op in de nieuwe titel Dagblad van het Noorden. In 2014 kreeg de titel een nieuw leven doordat Robbert Willemsen een online krant begon onder de naam Asser Courant, zoals de Drentse en Asser in Assen werd genoemd. Sinds 1 september 2016 verschijnt de Asser Courant weer als papieren versie, uitgegeven door Boom uitgevers Nieuwsmedia, waarvan de nieuwsmedia in 2017 door NDC mediagroep zijn overgenomen, inclusief de Asser Courant. 